# Miss Venezuela
Miss Venezuela è un concorso di bellezza femminile, che si tiene annualmente in Venezuela sin dal 1952. Dal concorso vengono selezionate le rappresentanti venezuelane per i concorsi internazionali di Miss Universo, Miss Mondo, Miss International, e dal 2010 Miss Terra. Sotto la direzione di Osmel Sousa, il Venezuela è il paese che ha accumulato il maggior numero di titoli internazionali, con sette vincitrici di Miss Universo, cinque vincitrici di Miss Mondo e cinque vincitrici di Miss International.
I ventitré stati del Venezuela e le due regioni dello Zulia sono rappresentati ogni anno da una propria Miss, scelta attraverso concorsi regionali. Anche altre regioni venezuelane hanno avuto la propria rappresentante in alcune occasioni. Le concorrenti sono circa 26-32 che hanno accesso alla fase finale del concorso, che si tiene tradizionalmente a settembre, preceduto da due o tre mesi di eventi preliminari. L'evento finale, della durata di circa due ore, viene trasmesso in tutta l'America Latina da Venevisión ed in Messico e Stati Uniti da Univision.
Lo stato detiene il più alto numero di Miss vincenti, facendo nota alle Miss non pura origine andina ma mista all'invasione spagnola. Tratti considerati comuni sono la notevole altezza con conseguenti gambe lunghe, forme molto generose, visi con evidenti occhi un po' allungati, nasi simmetrici, zigomi alti e pieni, labbra carnose dai tagli del viso di tendenza squadrati con fronte alta.
I colori delle stesse mediamente risultano un mix in quanto occhi non troppo scuri, capelli mediamente bruni e pelle appena ambrata.
Gli stessi apparentemente dettano i canoni medi ed oggettivi di bellezza condivisa.

## Albo d'oro

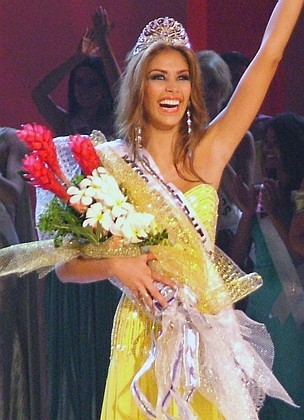
Dayana Mendoza, Miss Venezuela 2007 e Miss Universo 2008.

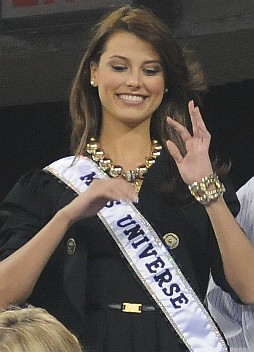
Stefanía Fernández Krupij, Miss Venezuela 2008 e Miss Universo 2009.

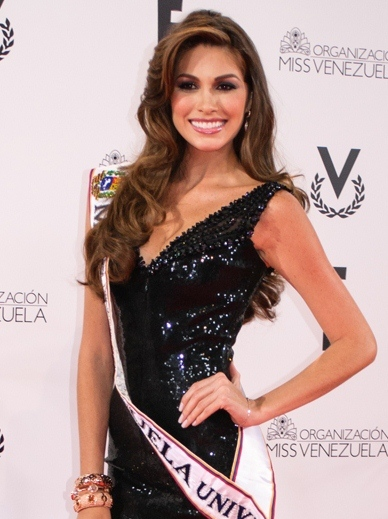
María Gabriela Isler, Miss Venezuela 2012 e Miss Universo 2013.

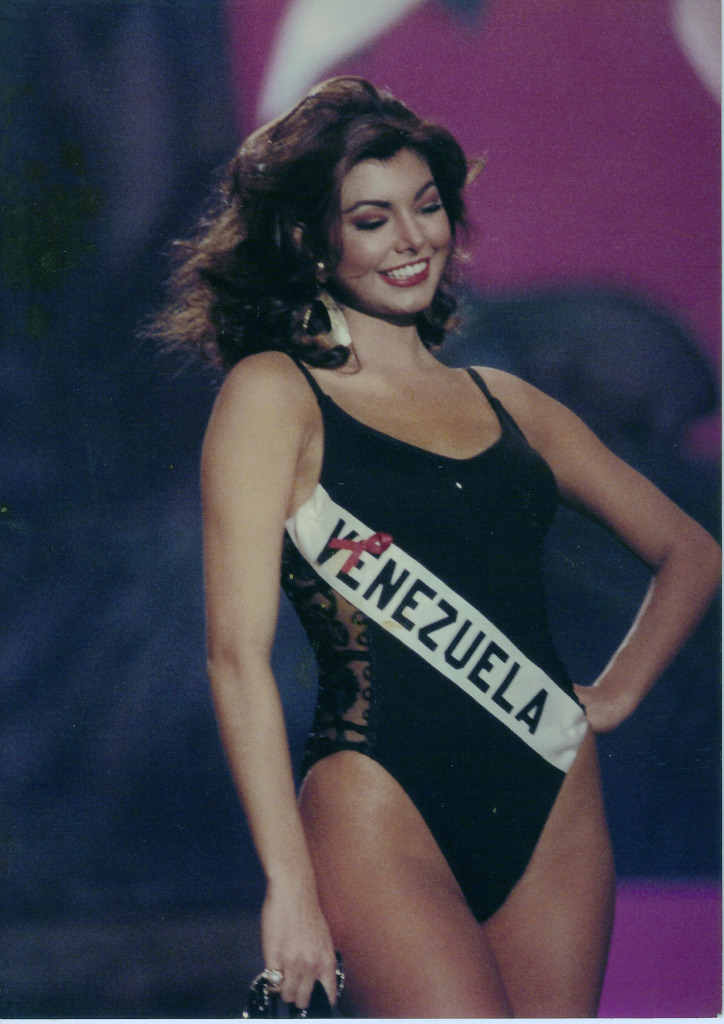
Milka Chulina, Miss Venezuela 1992.

Il seguente è l'elenco delle vincitrici del titolo di Miss Venezuela. In grassetto le concorrenti che sono state anche Miss Universo.
| Anno      | Miss Venezuela                                        | Stato              | Luogo del concorso                                       |
| --------- | ----------------------------------------------------- | ------------------ | -------------------------------------------------------- |
| 1952      | Sofía Silva Inserri (†)                               | Bolívar            | Valle Arriba Golf Club, Caracas                          |
| 1953-1954 | Gisela Bolaños Scarton (†)                            | Carabobo           | Valle Arriba Golf Club, Caracas                          |
| 1955      | Carmen Susana Duijm Zubillaga                         | Miranda            | Hotel Tamanaco, Caracas                                  |
| 1956      | Blanca "Blanquita" Heredia Osío                       | Distretto Capitale | Hotel Tamanaco, Caracas                                  |
| 1957      | Consuelo Leticia Nouel Gómez                          | Distretto Capitale | Hotel Tamanaco, Caracas                                  |
| 1958-1959 | Ida Margarita Pieri                                   | Sucre              | Hotel Ávila, Caracas                                     |
| 1960      | Gladys "Laly" Ascanio Arredondo                       | Distretto Capitale | Hotel Tamanaco, Caracas                                  |
| 1961      | Anasaria "Ana" Griselda Vegas Albornoz                | Caracas            | Hotel Tamanaco, Caracas                                  |
| 1962      | Olga "Olguita" Antonetti Núñez (†)                    | Anzoátegui         | Teatro París, Caracas                                    |
| 1963      | Irene Amelia Morales Machado                          | Guárico            | Teatro París, Caracas                                    |
| 1964      | Mercedes Revenga De La Rosa                           | Miranda            | Teatro París, Caracas                                    |
| 1965      | María Auxiliadora De Las Casas McGill (†)             | Distretto Capitale | Teatro del Círculo Militar, Caracas                      |
| 1966      | Magaly Beatriz Castro Egui                            | Guárico            | Teatro del Este, Caracas                                 |
| 1967      | Mariela Pérez Branger                                 | Vargas             | Teatro de la Escuela Militar, Caracas                    |
| 1968      | Peggy Kopp Arenas                                     | Distretto Capitale | Teatro Altamira, Caracas                                 |
| 1969      | María José de las Mercedes Yellici Sánchez (ritirata) | Aragua             | Teatro París, Caracas                                    |
| 1969      | Marzia Rita Gisela Piazza Suprani                     | Vargas             | Teatro París, Caracas                                    |
| 1970      | Bella Mercedes La Rosa De La Rosa                     | Carabobo           | Teatro Nacional de Venezuela, Caracas                    |
| 1971      | Jeanette Amelia de la Coromoto Donzella Sánchez       | Monagas            | Teatro Nacional de Venezuela, Caracas                    |
| 1972      | María Antonieta Cámpoli Prisco                        | Nueva Esparta      | Teatro París, Caracas                                    |
| 1973      | Ana Paola Desirée Facchinei Rolando                   | Carabobo           | Club de Sub-Oficiales, Caracas                           |
| 1974      | Neyla Chiquinquirá Moronta Sangronis                  | Zulia              | Club de Sub-Oficiales, Caracas                           |
| 1975      | Maritza Pineda Montoya                                | Nueva Esparta      | Poliedro de Caracas, Caracas                             |
| 1976      | Elluz Coromoto Peraza González (ritirata)             | Guárico            | Teatro París, Caracas                                    |
| 1976      | Judith Josefina Castillo Uribe                        | Nueva Esparta      | Teatro París, Caracas                                    |
| 1977      | Cristal del Mar Montañez Arocha                       | Vargas             | Teatro París, Caracas                                    |
| 1978      | Marisol Alfonzo Marcano                               | Guárico            | Teatro del Club de Sub-Oficiales, Caracas                |
| 1979      | Maritza Sayalero Fernández                            | Vargas             | Hotel Caracas Hilton, Caracas                            |
| 1980      | María Xavier "Maye" Brandt Angulo (†)                 | Lara               | Hotel Macuto Sheraton, Caraballeda, Vargas               |
| 1981      | Irene Lailín Sáez Conde                               | Miranda            | Hotel Macuto Sheraton, Caraballeda, Vargas               |
| 1982      | Ana Teresa Oropeza Villavicencio                      | Guárico            | Hotel Macuto Sheraton, Caraballeda, Vargas               |
| 1983      | Paola Laura Ruggeri Ghigo                             | Portuguesa         | Hotel Macuto Sheraton, Caraballeda, Vargas               |
| 1984      | Carmen María Montiel Ávila                            | Zulia              | Hotel Macuto Sheraton, Caraballeda, Vargas               |
| 1985      | Silvia Cristina Martínez Stapulionis                  | Guárico            | Hotel Macuto Sheraton, Caraballeda, Vargas               |
| 1986      | Bárbara Palacios Teyde                                | Trujillo           | Teatro Municipal de Caracas, Caracas                     |
| 1987      | Inés María Calero Rodríguez                           | Nueva Esparta      | Teatro Municipal de Caracas, Caracas                     |
| 1988      | Yajaira Cristina Vera Roldán                          | Miranda            | Teatro Municipal de Caracas, Caracas                     |
| 1989      | Eva Lisa Larsdotter Ljung                             | Lara               | Poliedro de Caracas, Caracas                             |
| 1990      | Andreína Katarina Goetz Blohm                         | Bolívar            | Poliedro de Caracas, Caracas                             |
| 1991      | Carolina Eva Izsak Kemenify                           | Amazonas           | Poliedro de Caracas, Caracas                             |
| 1992      | Milka Yelisava Chulina Urbanich                       | Aragua             | Poliedro de Caracas, Caracas                             |
| 1993      | Minorka Marisela Mercado Carrero                      | Apure              | Teresa Carreño Cultural Complex, Caracas                 |
| 1994      | Denyse del Carmen Floreano Camargo                    | Costa Oriental     | Teresa Carreño Cultural Complex, Caracas                 |
| 1995      | Yoseph Alicia Machado Fajardo                         | Yaracuy            | Poliedro de Caracas, Caracas                             |
| 1996      | Marena Josefina Bencomo Giménez                       | Carabobo           | Poliedro de Caracas, Caracas                             |
| 1997      | Veruska Tatiana Ramírez                               | Táchira            | Poliedro de Caracas, Caracas                             |
| 1998      | Lucbel Carolina Indriago Pinto                        | Delta Amacuro      | Poliedro de Caracas, Caracas                             |
| 1999      | Martina Thorogood Heemsen                             | Miranda            | Poliedro de Caracas, Caracas                             |
| 2000      | Eva Mónica Anna Ekvall Johnson (†)                    | Apure              | Poliedro de Caracas, Caracas                             |
| 2001      | Cynthia Cristina Lander Zamora                        | Distretto Capitale | Poliedro de Caracas, Caracas                             |
| 2002      | Mariángel Ruiz Torrealba                              | Aragua             | Poliedro de Caracas, Caracas                             |
| 2003      | Ana Karina Áñez Delgado                               | Lara               | Estudio 1, Venevisión, Caracas                           |
| 2004      | Mónica Spear Mootz (†)                                | Guárico            | Poliedro de Caracas, Caracas                             |
| 2005      | Jictzad Nakarhyt Viña Carreño                         | Sucre              | Poliedro de Caracas, Caracas                             |
| 2006      | Lidymar Carolina "Ly" Jonaitis Escalona               | Guárico            | Poliedro de Caracas, Caracas                             |
| 2007      | Dayana Sabrina Mendoza Moncada                        | Amazonas           | Poliedro de Caracas, Caracas                             |
| 2008      | Stefanía Fernández Krupij                             | Trujillo           | Poliedro de Caracas, Caracas                             |
| 2009      | Marelisa Gibson Villegas                              | Miranda            | Poliedro de Caracas, Caracas                             |
| 2010      | Vanesa Andrea Goncalves Gomes                         | Miranda            | Palacio de Eventos, Maracaibo, Edo. Zulia                |
| 2011      | Irene Sofía Esser Quintero                            | Sucre              | Estudio 1, Venevisión, Caracas                           |
| 2012      | María Gabriela de Jesús Isler Morales                 | Guárico            | Salón Naiguatá, Hotel Tamanaco Intercontinental, Caracas |
| 2013      | Migbelis Lynette Castellanos Romero                   | Costa Oriental     | Poliedro de Caracas, Caracas                             |
| 2014      | Mariana Coromoto Jiménez Martínez                     | Guárico            | Estudio 1, Venevisión, Caracas                           |
| 2015      | Mariam Habach Santucci                                | Lara               | Estudio 1, Venevisión, Caracas                           |
| 2016      | Keysi Mairin Sayago Arrechedera                       | Monagas            | Estudio 1, Venevisión, Caracas                           |
| 2017      | Sthefany Yoharlis Gutiérrez Gutiérrez                 | Delta Amacuro      | Estudio 5, Venevisión, Caracas                           |
| 2018      | María Isabel "Isabella" Rodríguez Guzmán              | Portuguesa         | Estudio 5, Venevisión, Caracas                           |
| 2019      | Lulyana Thalia Olvino Torres                          | Delta Amacuro      | Estudio 5, Venevisión, Caracas                           |
| 2020      | Mariángel Villasmil Arteaga                           | Zulia              | Estudio 1, Venevisión, Caracas                           |
| 2021      | Amanda Dudamel Newman                                 | Región Andina      | Estudio 1, Venevisión, Caracas                           |

## Rappresentanti del Venezuela in concorsi internazionali

### Rappresentanti per Miss Universo
Legenda:       La concorrente ha vinto il titolo
| Anno | Rappresentanti per Miss Universo                 | Stato               | Piazzamento        |
| ---- | ------------------------------------------------ | ------------------- | ------------------ |
| 1952 | Sofía Silva Inserri (†)                          | Bolivar             |                    |
| 1953 | Gisela Bolaños Scarton (†)                       | Carabobo            |                    |
| 1954 |                                                  |                     |                    |
| 1955 | Carmen Susana Duijm Zubillaga                    | Miranda             | Semifinalista      |
| 1956 | Blanca Heredia Osio                              | Distrito Federal    | Semifinalista      |
| 1957 | Consuelo Leticia Nouel Gómez                     | Distrito Federal    |                    |
| 1958 | Ida Margarita Pieri Pérez                        | Sucre               |                    |
| 1959 |                                                  |                     |                    |
| 1960 | Mary Quiroz Delgado†                             | Yaracuy             |                    |
| 1961 | Ana Griselda Vegas Albornoz                      | Caracas             |                    |
| 1962 | Virginia Elizabeth Bailey Lázzari (†)            | Nueva Esparta       |                    |
| 1963 | Irene Amelia Morales Machado                     | Guarico             |                    |
| 1964 | Mercedes Revenga De la Rosa                      | Miranda             | Semifinalista      |
| 1965 | María Auxiliadora De las Casas McGill (†)        | Distrito Federal    |                    |
| 1966 | Magaly Beatriz Castro Egui                       | Guarico             |                    |
| 1967 | Mariela Pérez Branger                            | Departamento Vargas | 2ª classificata    |
| 1968 | Peggy Kopp Arenas                                | Distrito Federal    | 4ª classificata    |
| 1969 | María José de las Mercedes Yéllici Sánchez       | Aragua              |                    |
| 1970 | Bella Mercedes La Rosa De la Rosa                | Carabobo            | Semifinalista      |
| 1971 | Jeannette Amelia de la Coromoto Donzella Sánchez | Monagas             |                    |
| 1972 | María Antonietta Cámpoli Prisco                  | Nueva Esparta       | 3ª classificata    |
| 1973 | Ana Paola Desireé Facchinei Rolando              | Carabobo            |                    |
| 1974 | Neyla Chiquinquirá Moronta Sangronis             | Zulia               |                    |
| 1975 | Maritza Pineda Montoya                           | Nueva Esparta       |                    |
| 1976 | Judith Josefina Castillo Uribe                   | Nueva Esparta       | 2ª classificata    |
| 1977 | Cristal del Mar Montañez Arocha                  | Departamento Vargas | Semifinalista      |
| 1978 | Marisol Alfonzo Marcano                          | Guarico             |                    |
| 1979 | Maritza Sayalero Fernández                       | Departamento Vargas | Vincitrice         |
| 1980 | María Xavier "Maye" Brandt Angulo (†)            | Lara                |                    |
| 1981 | Irene Lailín Sáez Conde                          | Miranda             | Vincitrice         |
| 1982 | Ana Teresa Oropeza Villavicencio                 | Guárico             |                    |
| 1983 | Paola Laura Ruggeri Ghigo                        | Portuguesa          | Semifinalista      |
| 1984 | Carmen María Montiel Avila                       | Zulia               | 3ª classificata    |
| 1985 | Silvia Cristina Martínez Stapulionis             | Guárico             | 4ª classificata    |
| 1986 | Bárbara Palacios Teyde                           | Trujillo            | Vincitrice         |
| 1987 | Inés María Calero Rodríguez                      | Nueva Esparta       | 4ª classificata    |
| 1988 | Yajaira Cristina Vera Roldán                     | Miranda             | Semifinalista      |
| 1989 | Eva Lisa Larsdotter Ljung                        | Lara                | Semifinalista      |
| 1990 | Andreína Katarina Goetz Blohm                    | Bolivar             | Semifinalista      |
| 1991 | Jackeline Rodríguez Strefezza                    | Miranda             | Finalista (Top 6)  |
| 1992 | Carolina Eva Izsák Kemenyfy                      | Amazonas            | Finalista (Top 6)  |
| 1993 | Milka Yelisava Chulina Urbanich                  | Aragua              | 3ª classificata    |
| 1994 | Minorka Marisela Mercado Carrero                 | Apure               | 3ª classificata    |
| 1995 | Denyse del Carmen Floreano Camargo               | Costa Oriental      | Finalista (Top 6)  |
| 1996 | Yoseph Alicia Machado Fajardo                    | Yaracuy             | Vincitrice         |
| 1997 | Marena Josefina Bencomo Giménez                  | Carabobo            | 2ª classificata    |
| 1998 | Veruska Tatiana Ramírez                          | Táchira             | 2ª classificata    |
| 1999 | Lucbel Carolina Indriago Pinto                   | Delta Amacuro       | Finalista (Top 5)  |
| 2000 | Claudia Cristina Moreno González                 | Distrito Federal    | 2ª classificata    |
| 2001 | Eva Mónica Anna Ekvall Johnson (†)               | Apure               | 4ª classificata    |
| 2002 | Cynthia Cristina Lander Zamora                   | Distrito Capital    | 5ª classificata    |
| 2003 | Mariángel Ruiz Torrealba                         | Aragua              | 2ª classificata    |
| 2004 | Ana Karina Áñez Delgado                          | Lara                |                    |
| 2005 | Mónica Spear Mootz (†)                           | Guárico             | 5ª classificata    |
| 2006 | Jictzad Nakarhyt Viña Carreño                    | Sucre               |                    |
| 2007 | Lidymar Carolina "Ly" Jonaitis Escalona          | Guárico             | 3ª classificata    |
| 2008 | Dayana Sabrina Mendoza Moncada                   | Amazonas            | Vincitrice         |
| 2009 | Stefania Fernández Krupij                        | Trujillo            | Vincitrice         |
| 2010 | Marelisa Gibson Villegas                         | Miranda             |                    |
| 2011 | Vanesa Andrea Goncalves Gomes                    | Miranda             | Semifinalista      |
| 2012 | Irene Sofía Esser Quintero                       | Sucre               | 3ª classificata    |
| 2013 | María Gabriela de Jesús Isler Morales            | Guárico             | Vincitrice         |
| 2014 | Migbelis Lynette Castellanos Romero              | Costa Oriental      | Finalista (Top 10) |
| 2015 | Mariana Coromoto Jiménez Martínez                | Guárico             | Finalista (Top 10) |
| 2016 | Mariam Habach Santucci                           | Lara                |                    |
| 2017 | Keysi Mairin Sayago Arrechedera                  | Monagas             | Finalista (Top 5)  |
| 2018 | Sthefany Yoharlis Gutiérrez Gutiérrez            | Delta Amacuro       | 3ª classificata    |
| 2019 | Lulyana Thalía Olvino Torres                     | Delta Amacuro       | Semifinalista      |
| 2020 | Mariángel Villasmil Arteaga                      | Zulia               |                    |
| 2021 | Luiseth Emiliana Materán Bolaño                  | Miranda             | Semifinalista      |
| 2022 | Amanda Dudamel Newman                            | Region Andina       | 2ª classificata    |

### Rappresentanti per Miss Mondo
Dal 2013 il candidato che va a Miss Mondo è coronato in una gara separata Miss Venezuela, chiamato Miss Venezuela Mundo, si appartenenti all'organizzazione Miss Venezuela.
| Anno | Rappresentanti per Miss Mondo                            | Stato               | Piazzamento        |
| ---- | -------------------------------------------------------- | ------------------- | ------------------ |
| 1955 | Carmen Susana Duijm Zubillaga                            | Miranda             | Vincitrice         |
| 1956 | Celsa Drucila Pieri Pérez                                | Sucre               |                    |
| 1957 | Consuelo Leticia Nouel Gómez                             | Distrito Federal    |                    |
| 1958 | Ida Margarita Pieri Pérez                                | Sucre               |                    |
| 1960 | Miriam Maritza Estévez Acevedo                           | Caracas             |                    |
| 1961 | Bexi Cecilia Romero Tosta                                | Aragua              |                    |
| 1962 | Betzabé Franco Blanco                                    | Aragua              | Semifinalista      |
| 1963 | Milagros Galíndez Castillo                               | Miranda             |                    |
| 1964 | Mercedes Hernández Nieves                                | Portuguesa          | Semifinalista      |
| 1965 | Nancy Elizabeth González Aceituno                        | Anzoategui          |                    |
| 1966 | Jeannette Kopp Arenas                                    | Distrito Federal    |                    |
| 1967 | Irene Margarita Böttger González                         | Bolivar             |                    |
| 1968 | María Dolores (Cherry) Núñez Rodríguez                   | Miranda             |                    |
| 1969 | Marzia Rita Gisela Piazza Suprani                        | Nueva Esparta       | 5ª classificata    |
| 1970 | Tomasa Nina (Tomasita) de las Casas Mata                 | Miranda             |                    |
| 1971 | Ana María Padrón Ibarrondo                               | Carabobo            | Semifinalista      |
| 1972 | Amalia del Carmen Heller Gómez                           | Sucre               |                    |
| 1973 | Edicta de los Angeles García Oporto                      | Zulia               |                    |
| 1974 | Alicia Rivas Serrano                                     | Departamento Vargas |                    |
| 1975 | María de la Concepción (María Conchita) Alonso Bustillos | Distrito Federal    | Finalista          |
| 1976 | Maria Genoveva Rivero Giménez                            | Lara                | Semifinalista      |
| 1977 | Jacqueline van den Branden                               | Distrito Federal    |                    |
| 1978 | Katy Patricia Tóffoli Andrade                            | Falcon              | Semifinalista      |
| 1979 | Tatiana Capote Abdel                                     | Barinas             |                    |
| 1980 | Hilda Astrid Abrahamz Navarro                            | Departamento Vargas | Semifinalista      |
| 1981 | Carmen Josefina "Pilín" León Crespo                      | Aragua              | Vincitrice         |
| 1982 | Michelle Marie Shoda Belloso                             | Falcon              |                    |
| 1983 | Carolina del Valle Cerruti Duijm                         | Apure               |                    |
| 1984 | Astrid Carolina Herrera Irrazábal                        | Miranda             | Vincitrice         |
| 1985 | Ruddy Rosario Rodríguez de Lucía                         | Anzoategui          | Finalista          |
| 1986 | Maria Begoña Juaristi Mateo                              | Zulia               | Finalista          |
| 1987 | Albany Josefina Lozada Jiménez                           | Portuguesa          | 2ª classificata    |
| 1988 | Emma Irmgard Marina Rabbe Ramírez                        | Distrito Federal    | Finalista          |
| 1989 | Fabiola Chiara Candosín Marchetti                        | Distrito Federal    |                    |
| 1990 | Sharon Raquel Luengo González                            | Costa Oriental      | 3ª classificata    |
| 1991 | Ninibeth Beatriz Leal Jiménez                            | Zulia               | Vincitrice         |
| 1992 | Francis del Valle Gago Aponte                            | Bolivar             | 3ª classificata    |
| 1993 | Mónica Lei Scaccia                                       | Distrito Federal    | Finalista          |
| 1994 | Irene Esther Ferreira Izquierdo                          | Miranda             | 3ª classificata    |
| 1995 | Jacqueline María Aguilera Marcano                        | Nueva Esparta       | Vincitrice         |
| 1996 | Anna Cepinska Miszczak                                   | Nueva Esparta       | Finalista          |
| 1997 | Christina Dieckmann Jiménez                              | Nueva Esparta       |                    |
| 1998 | Verónica Schneider Rodríguez                             | Monagas             |                    |
| 1999 | Martina Thorogood Heemsen                                | Miranda             | 2ª classificata    |
| 2000 | Vanessa Maria Cárdenas Bravo                             | Zulia               |                    |
| 2001 | Andreina del Carmen Prieto Rincón                        | Zulia               |                    |
| 2002 | Goizeder Victoria Azua Barrios                           | Carabobo            | Finalista (Top 10) |
| 2003 | Valentina Patruno Macero                                 | Miranda             | Semifinalista      |
| 2004 | Andrea Maria Milroy Díaz                                 | Trujillo            |                    |
| 2005 | Berliz Susan Carrizo Escandela                           | Costa Oriental      |                    |
| 2006 | Alexandra Federica Guzmán Diamante                       | Miranda             | Semifinalista      |
| 2007 | Claudia Paola Suárez Fernández                           | Mérida              | Semifinalista      |
| 2008 | Hannelly Zulami Quintero Ledezma                         | Cojedes             | Semifinalista      |
| 2009 | María Milagros Véliz Pinto                               | Anzoátegui          |                    |
| 2010 | Adriana Cristina Vasini Sánchez                          | Zulia               | 3ª classificata    |
| 2011 | Ivian Lunasol Sarcos Colmenares                          | Amazonas            | Vincitrice         |
| 2012 | Gabriella Ferrari Peirano                                | Distrito Capital    |                    |
| 2013 | Karen Andrea Soto Lugo                                   | Zulia               |                    |
| 2014 | Debora Sacha Menicucci Anzola                            | Amazonas            |                    |
| 2015 | Anyela Galante Salerno                                   | Portuguesa          |                    |
| 2016 | Diana Macarena Croce García                              | Nueva Esparta       |                    |
| 2017 | Ana Carolina Ugarte Pelayo Campos                        | Monagas             |                    |
| 2018 | Veruska Betania Ljubisavljević Rodríguez                 | Vargas              | Semifinalista      |

### Rappresentanti per Miss International
| Anno | Rappresentanti per Miss International     | Stato                | Piazzamento     |
| ---- | ----------------------------------------- | -------------------- | --------------- |
| 1960 | Gladys (Laly) Ascanio Arredondo           | Distrito Federal     | Semifinalista   |
| 1961 | Gloria Lilué Chaljub                      | Distrito Federal     |                 |
| 1962 | Olga Antonetti Nuñez (†)                  | Anzoategui           | Semifinalista   |
| 1963 | Norah Luisa Duarte Rojas                  | Carabobo             |                 |
| 1964 | Lisla Vilia Silva Negrón                  | Zulia                | Semifinalista   |
| 1965 | Thamara Josefina Leal                     | Zulia                |                 |
| 1967 | Cecilia Picón-Febres                      | Mérida               |                 |
| 1968 | Jovann Navas Ravelo                       | Aragua               |                 |
| 1969 | Cristina Mercedes Keusch Pérez            | Miranda              | Semifinalista   |
| 1970 | Marzia Rita Gisela Piazza Suprani         | Nueva Esparta        |                 |
| 1971 | Sonia Zaya Ledezma Corvo                  | Monagas              |                 |
| 1972 | Marilyn Plessmann Martínez                | Guárico              | Semifinalista   |
| 1973 | Hilda Elvira Carrero García (†)           | Táchira              | Semifinalista   |
| 1974 | Marisela Carderera Marturet               | Distrito Federal     |                 |
| 1975 | María del Carmen Yamel Díaz Rodríguez (†) | Carabobo             |                 |
| 1976 | Betzabeth Ayala                           | Miranda              | Semifinalista   |
| 1977 | Betty Paredes                             | Lara                 |                 |
| 1978 | Dora Maria (Doris) Fueyo Moreno           | Anzoátegui           |                 |
| 1979 | Nilza Josefina Moronta Sangronis          | Zulia                |                 |
| 1980 | Graciela Lucía Rosanna La Rosa Guarneri   | Amazonas             | Semifinalista   |
| 1981 | Miriam Quintana                           | Distrito Federal     | Semifinalista   |
| 1982 | Amaury Martínez Macero                    | Amazonas             |                 |
| 1983 | Donnatella (Donna) Bottone Tiranti        | Miranda              |                 |
| 1984 | Miriam Leyderman Eppel                    | Nueva Esparta        | 2ª classificata |
| 1985 | Alejandrina "Nina" Sicilia Hernandez      | Monagas              | Vincitrice      |
| 1986 | Nancy Josefina Gallardo Quiñones          | Portuguesa           | Semifinalista   |
| 1987 | Begoña Victoria (Vicky) García Varas      | Municipio Libertador | Semifinalista   |
| 1988 | María Eugenia Duarte Lugo                 | Peninsula Goajira    |                 |
| 1989 | Beatriz Carolina Omaña Trujillo           | Nueva Esparta        | 3ª classificata |
| 1990 | Vanessa Cristina Holler Noel              | Portuguesa           | Semifinalista   |
| 1991 | Niurka Auristela Acevedo                  | Monagas              |                 |
| 1992 | Maria Eugenia Rodríguez Noguera           | Portuguesa           | Semifinalista   |
| 1993 | Rina Faviola Mónica Spitale Baiamonte     | Yaracuy              | Semifinalista   |
| 1994 | Milka Yelisava Chulina Urbanich           | Aragua               | Semifinalista   |
| 1995 | Ana Maria Amorer Guerrero                 | Apure                | 2ª classificata |
| 1996 | Carla Andreína Steinkopf Struve           | Costa Oriental       | Semifinalista   |
| 1997 | Consuelo Adler Hernández                  | Miranda              | Vincitrice      |
| 1998 | Daniela Kosán Montcourt                   | Aragua               | 2ª classificata |
| 1999 | Andreína Mercedes Llamozas González       | Vargas               | Semifinalista   |
| 2000 | Vivian Inés Urdaneta Rincón               | Costa Oriental       | Vincitrice      |
| 2001 | Aura Consuelo Zambrano Alejos             | Táchira              | 2ª classificata |
| 2002 | Cynthia Cristina Lander Zamora            | Distrito Capital     |                 |
| 2003 | Goizeder Victoria Azua Barrios            | Carabobo             | Vincitrice      |
| 2004 | Eleidy María Aparicio Serrano             | Costa Oriental       |                 |
| 2005 | María Andrea Gómez Vásquez                | Distrito Capital     | Semifinalista   |
| 2006 | Daniela Anette di Giacomo di Giovanni     | Barinas              | Vincitrice      |
| 2007 | Vanessa Jacqueline Gómez Peretti          | Sucre                | Semifinalista   |
| 2008 | Dayana Carolina Colmenares Bocchieri      | Carabobo             | Semifinalista   |
| 2009 | Laksmi Rodríguez de la Sierra Solórzano   | Monagas              | Semifinalista   |
| 2010 | Ana Elizabeth Mosquera Gómez              | Trujillo             | Vincitrice      |
| 2011 | Jessica Cristina Barboza Schmidt          | Distrito Capital     | 2ª classificata |
| 2012 | Blanca Cristina Aljibes Gallardo          | Guárico              | Semifinalista   |
| 2013 | Nicelín Elián Herrera Vásquez             | Aragua               |                 |
| 2014 | Michelle Marie Bertolini Araque           | Guárico              |                 |
| 2015 | Edymar Martínez Blanco                    | Anzoátegui           | Vincitrice      |
| 2016 | Jessica María Duarte Volweider            | Trujillo             |                 |
| 2017 | Diana Macarena Croce García               | Nueva Esparta        |                 |
| 2018 | Mariem Claret Velazco García              | Barinas              | Vincitrice      |
| 2019 | Melissa Ester Jiménez Guevara             | Zulia                | Semifinalista   |
| 2022 | Isbel Cristina Parra Santos               | Región Guayana       |                 |

### Rappresentanti per Miss Terra
Prima del 2010, Miss Venezuela Tierra è stato scelto dal Sambil organizzazione (2005-2009), e la prima organizzazione che ha tenuto Miss Earth Venezuela è stata Miss Global Beauty Venezuela, dal 2010 l'organizzazione Miss Venezuela invia al candidato di Miss Terra.
| Anno | Rappresentanti per Miss Terra              | Stato                  | Piazzamento                       |
| ---- | ------------------------------------------ | ---------------------- | --------------------------------- |
| 2001 | Lirigmel Gabriela Ramos Salazar            |                        |                                   |
| 2002 | Dagmar Catalina Votterl Peláez             |                        |                                   |
| 2003 | Driva Ysabella Cedeño Salazar              | Nueva Esparta          |                                   |
| 2004 | Enid Solsiret Herrera Ramírez              | Monagas                | Non partecipa                     |
| 2005 | Alexandra Braun Waldeck                    | Nueva Esparta          | Vincitrice                        |
| 2006 | Marianne Pasqualina Puglia Martinez        | Aragua                 | Miss Fuoco 2006 (4ª classificata) |
| 2007 | Silvana Santaella Arellano                 | Península de Paraguaná | Miss Acqua 2007 (3ª classificata) |
| 2008 | María Daniela Torrealba Pacheco            | Trujillo               | Semifinalista                     |
| 2009 | Jessica Cristina Barboza Schmidt           | Distrito Capital       | Miss Acqua 2009 (3ª classificata) |
| 2010 | Mariángela Haydée Manuela Bonanni Randazzo | Táchira                | Semifinalista                     |
| 2011 | Caroline Gabriela Medina Peschiutta        | Aragua                 | Miss Fuoco 2011 (4ª classificata) |
| 2012 | Osmariel Maholi Villalobos Atencio         | Yaracuy                | Miss Acqua 2012 (3ª classificata) |
| 2013 | Alyz Sabimar Henrich Ocando                | Falcón                 | Vincitrice                        |
| 2014 | Maira Alexandra Rodríguez Herrera          | Amazonas               | Miss Acqua 2014 (3ª classificata) |
| 2015 | Andrea Carolina Rosales Castillejos        | Amazonas               | Semifinalista                     |
| 2016 | Stephanie de Zorzi Landaeta                | Aragua                 | Miss Acqua 2016 (3ª classificata) |
| 2017 | Yorbriele Ninoska Vásquez Alvarez          | Lara                   | Semifinalista                     |